# Severin Schindler

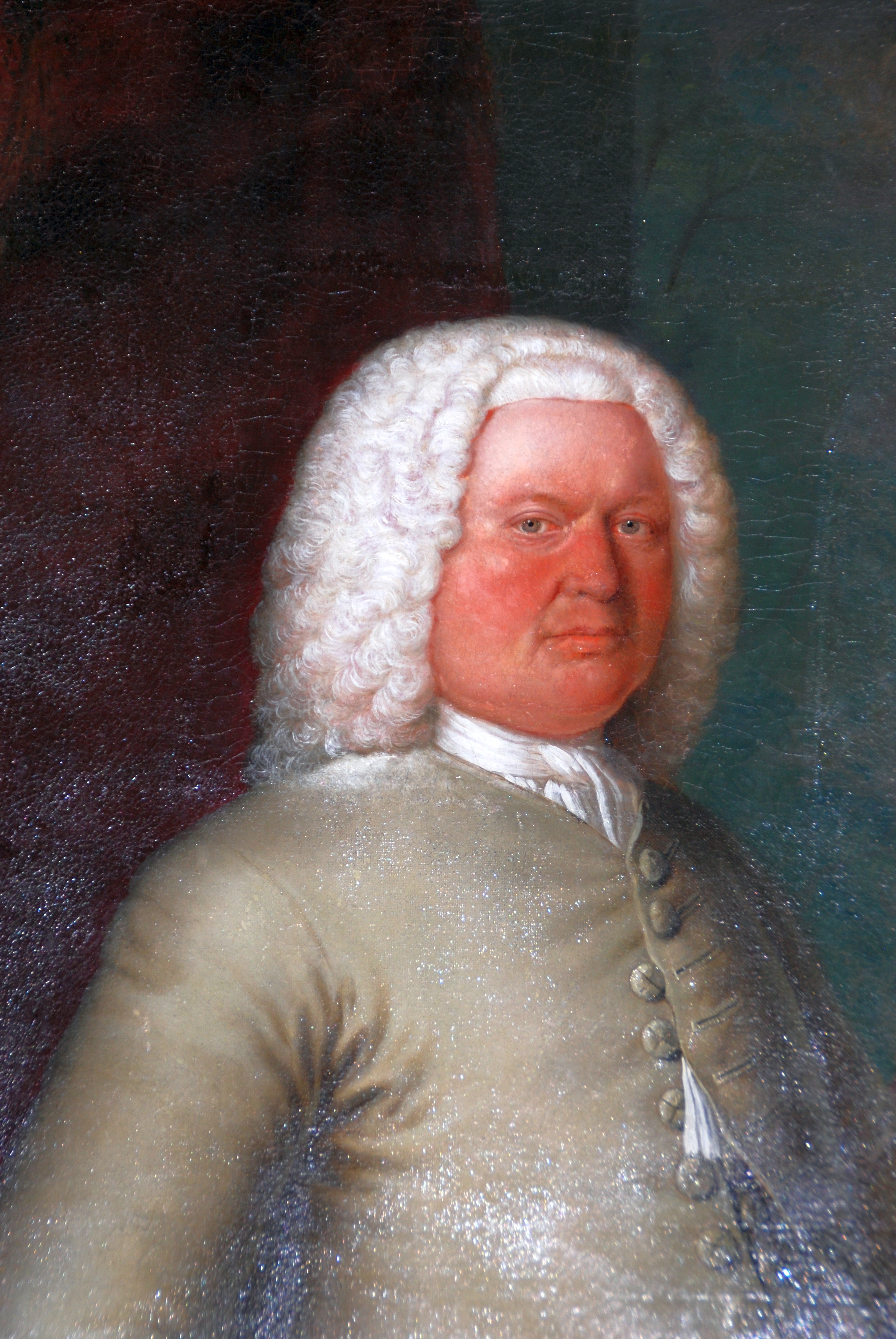
Severin Schindler im Gemälde von Georg Lisiewsky.

Severin Schindler (* 18. Januar 1671 in Berlin; † 22. November 1737 ebenda) war ein preußischer Unternehmer und Politiker.

## Leben
Severin Schindlers Eltern waren der Kaufmann Johann(es) Schindler († 1682) und dessen Ehefrau Margaretha Gericke, eine Tochter des Seidenwarenhändlers Martin Gericke. Sein Bruder Bartholomäus wurde ebenfalls Kaufmann, seine Schwester Anna Ursula heiratete den Kaufmann Johann Andreas Kraut.
Schindler war der Begründer der Königlichen Gold- und Silbermanufaktur. Beim Feldzug in Brabant fungierte er 1697 als Kriegskommissarius. 1704 wird er Kommerzienrat, später Hofrat und schließlich 1717 Königlich Preußischer Geheimer Rat. Schindlers Schwager Johann Andreas Kraut leitete das 1713 gegründete Königliche Lagerhaus, in dem vor allem Stoffe für das preußische Heer produziert wurden. Zum eigentlichen Leiter des Betriebes wurde jedoch schnell Schindler.

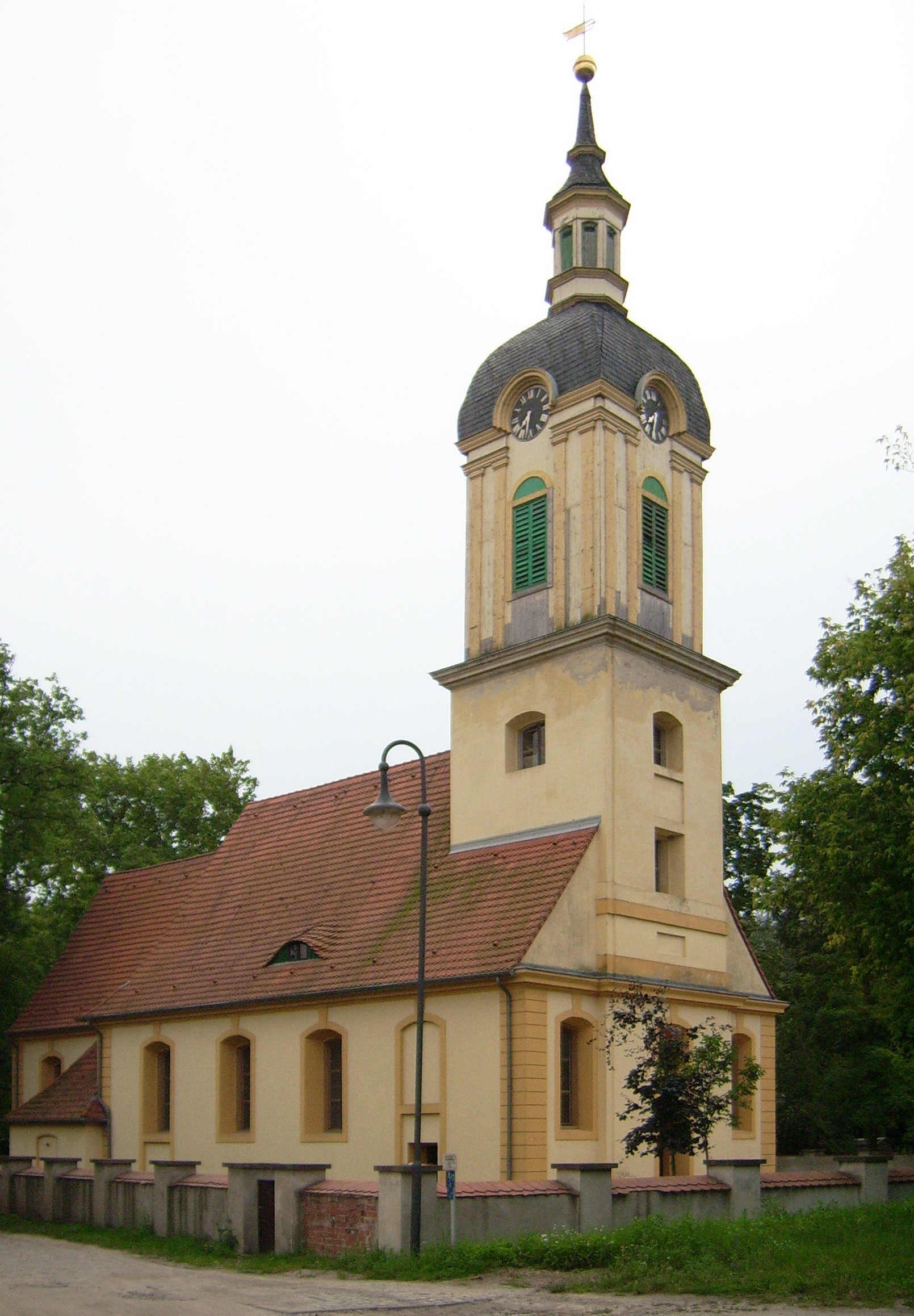
Schlosskirche Schöneiche

1725 erwarb Schindler das Gut Schöneiche. Noch im selben Jahr begann er mit dem Ausbau der Dorfkirche, die bis dato in typischer Feldsteinform errichtet war, zu einer repräsentativen barocken Kirche „Zum angehenden Frieden“. 1726 stiftete er zudem eine wertvolle Bibliothek theologischen Inhalts und von Erbauungsliteratur, die in der Kirche aufbewahrt wurde. Darunter waren mehrere Bücher aus dem 16. und 17. Jahrhundert mit Titelholzschnitten von Lucas Cranach. Im selben Jahr stellte er auch den ersten Schulmeister des Ortes ein, eine Schule ließ er 1730 bauen. Schnell wurde aus der Schule ein Waisenhaus, in dem sieben Jungen lebten und unterrichtet wurden.
Nach Schindlers Tod erbte seine Witwe Maria Rosina Bosin (* 15. August 1688 in Leipzig; † 17. Januar 1746 in Berlin) das komplette Vermögen und setzt das karitative Werk ihres Mannes bis zu ihrem eigenen Tod fort. Der Kirchengemeinde machte sie noch zu Lebzeiten mehrere bedeutende Schenkungen. Für die Kirche ließ sie 1739 zwei Gemälde anfertigen: von ihr von der Malerin Anna Rosina de Gasc (geborene Lisiewska) und von ihrem Gatten von deren Vater Georg Lisiewski. Der Waisenhausstiftung vererbte sie 25.000 Taler und das Gut Schöneiche. Mit Genehmigung Friedrichs II. wurde das Waisenhaus noch 1746 nach Berlin verlegt, das Gut Schöneiche 1747 verkauft. Beide Eheleute sind in der Nikolaikirche in Berlin bestattet, ihre Grabstätten befinden sich gegenüber der Sakristei.